# 神楽女湖

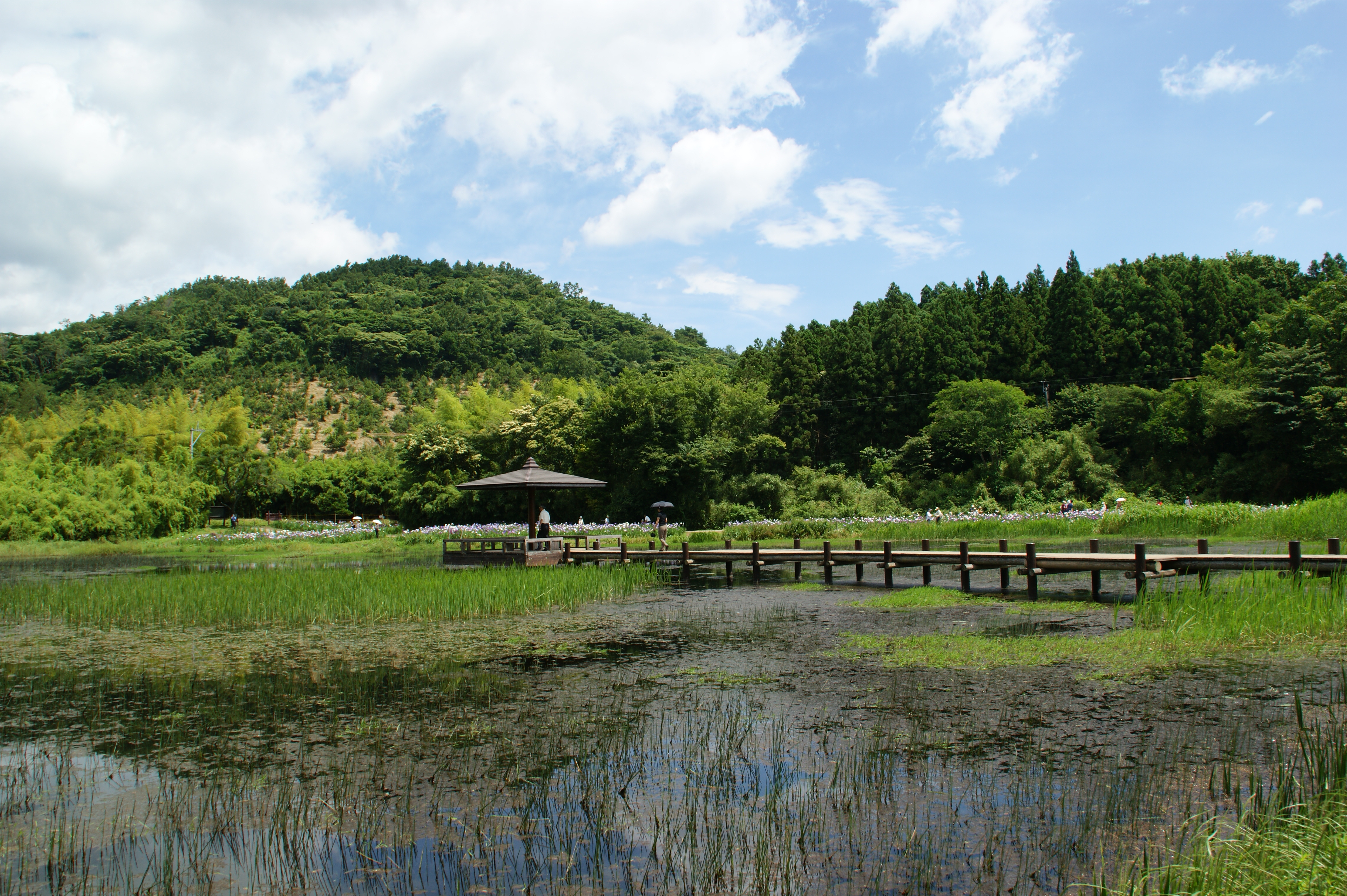
神楽女湖

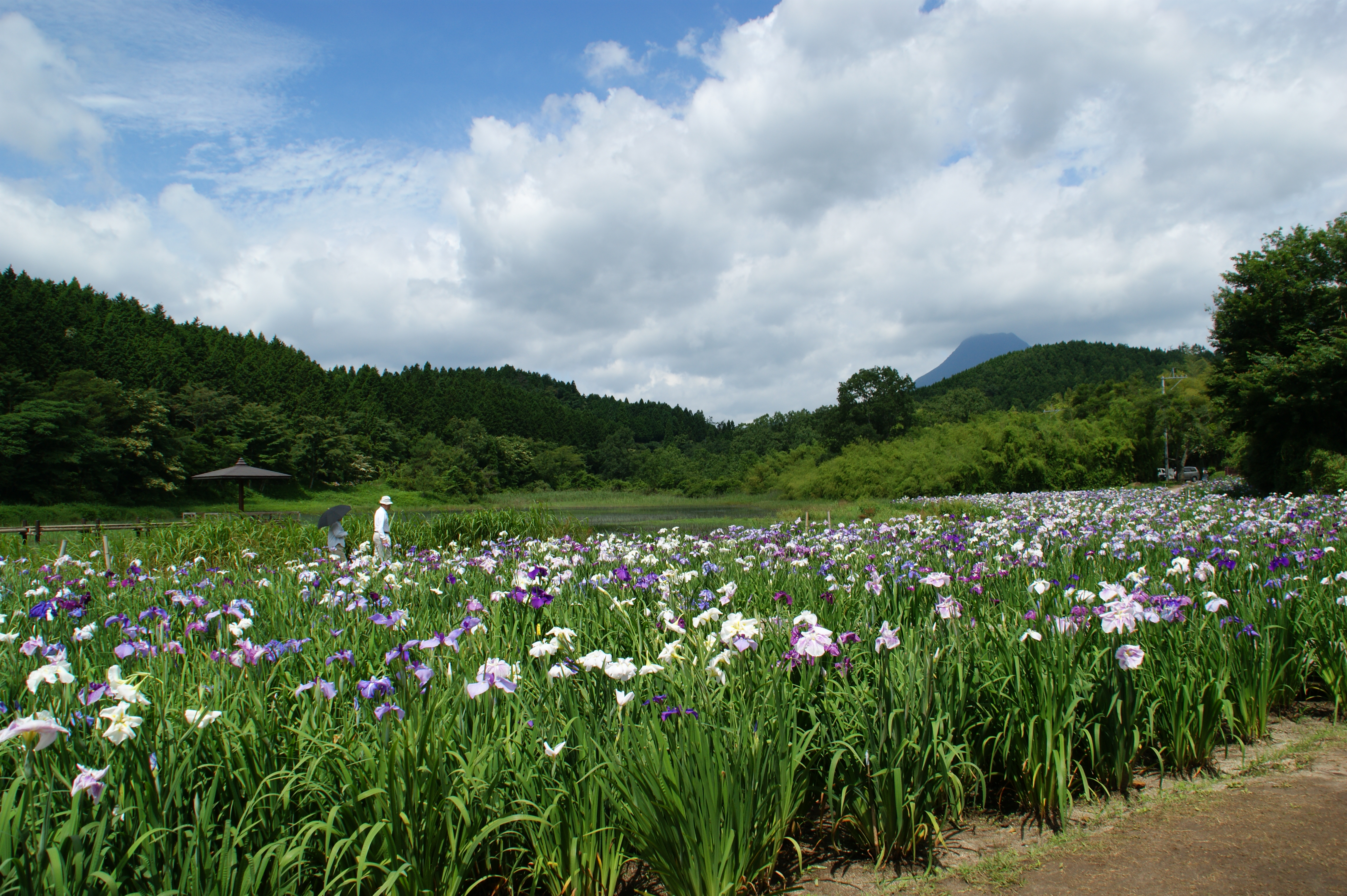
神楽女湖菖蒲園

神楽女湖（かぐらめこ）は、大分県別府市の鶴見岳南東側山腹にある湖。阿蘇くじゅう国立公園に含まれる。
湖という名を有するものの、周囲1kmほどの大きさである。神楽女湖の名は、平安時代に湖のほとりに鶴見岳社の歌舞女が住んでいたという伝説によるという。
湖に隣接した神楽女湖菖蒲園には、約80種、1万5000株（約30万本）のハナショウブが植えられており、名所として知られている。見頃は6月上旬から7月上旬で、例年6月上～中旬には花しょうぶ鑑賞会が開催される。
北西側に位置する志高湖とは、遊歩道で結ばれている。